# Montguyon
Montguyon is een gemeente in het Franse departement Charente-Maritime (regio Nouvelle-Aquitaine). De plaats maakt deel uit van het arrondissement Jonzac. Montguyon telde op 1 januari 2022 1.636 inwoners.

## Geografie
De oppervlakte van Montguyon bedroeg op 1 januari 2022 18,18 vierkante kilometer; de bevolkingsdichtheid was toen 90 inwoners per km².
De onderstaande kaart toont de ligging van Montguyon met de belangrijkste infrastructuur en aangrenzende gemeenten.

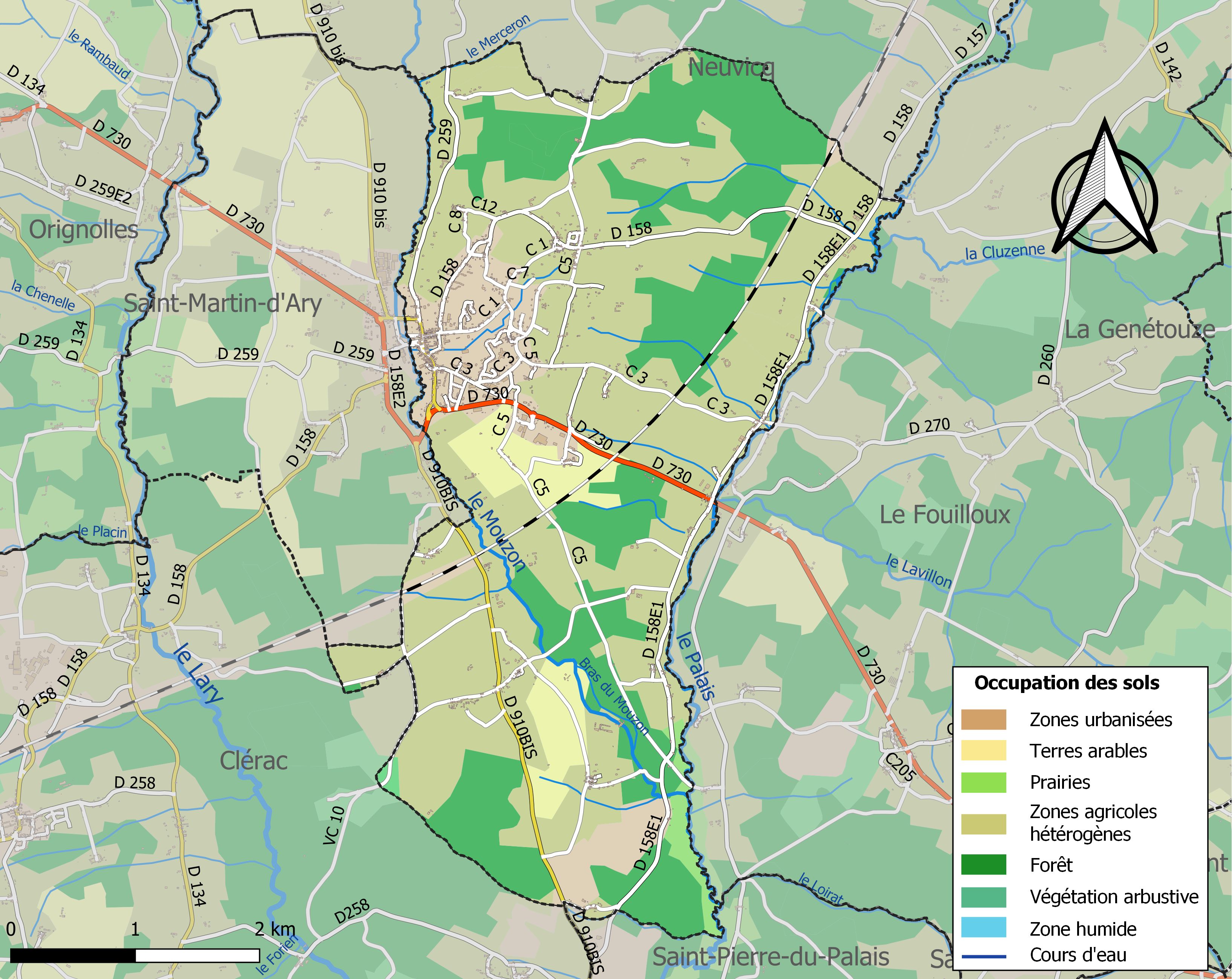

## Demografie
Onderstaande figuur toont het verloop van het inwonertal (bron: INSEE-tellingen).